# Coscinasterias
Coscinasterias is een geslacht van zeesterren uit de familie Asteriidae.

## Soorten
- Coscinasterias acutispina (Stimpson, 1862)
- Coscinasterias calamaria (Gray, 1840)
- Coscinasterias muricata Verrill, 1867
- Coscinasterias tenuispina (Lamarck 1816)